# Paul Michael Glaser
Paul Michael Glaser (Cambridge, 25 marzo 1943) è un attore e regista statunitense.
La sua notorietà come attore è dovuta all'interpretazione, tra il 1975 e il 1979, del ruolo del detective David Starsky, coprotagonista al fianco di David Soul nella serie poliziesca Starsky & Hutch, di cui fu anche regista in vari episodi.

## Biografia
Nato nel Massachusetts, frequentò l'università di Tulane, dove fu compagno di stanza del regista Bruce Paltrow. Completò la sua formazione con un master in teatro nel 1966, e con un secondo master in recitazione e regia nel 1967.
Dopo varie apparizioni in produzioni di Broadway, ebbe il suo primo ruolo in un film nel 1971, quando interpretò Perchik ne Il violinista sul tetto. Negli stessi anni si fece notare anche dal pubblico televisivo per alcune partecipazioni a varie serie TV, tra cui Agenzia Rockford con James Garner.

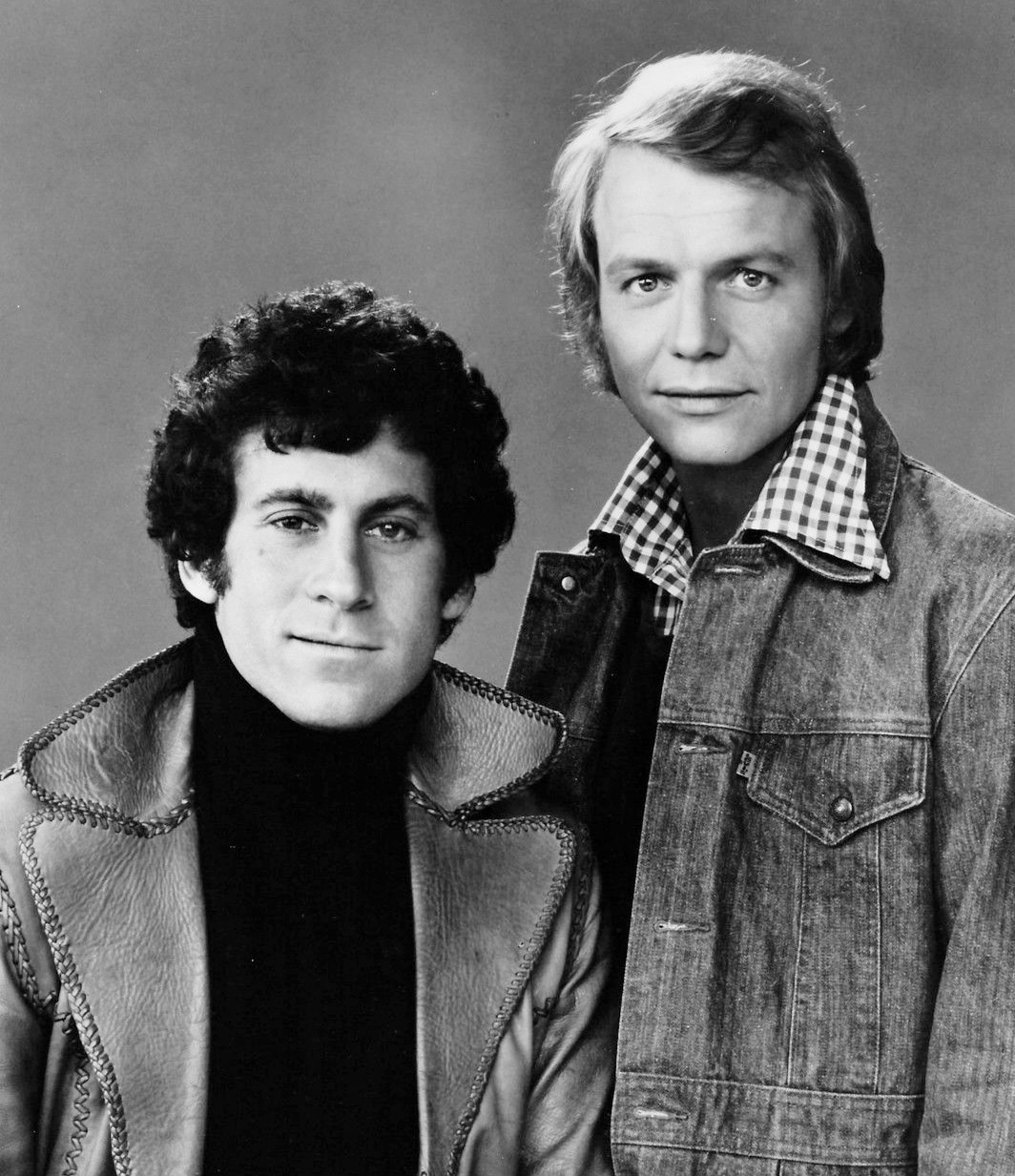
Paul Micheal Glaser e David Soul nella serie televisiva Starsky & Hutch

Raggiunse la maggiore notorietà come attore tra il 1975 e il 1979, interpretando il ruolo del detective David Starsky al fianco di David Soul nella serie poliziesca Starsky & Hutch, di cui diresse vari episodi.
Dopo l'esperienza di Starsky e Hutch, Glaser continuò la sua carriera in televisione e nel cinema, soprattutto come regista. Oltre a dirigere episodi di varie serie televisive, curò nel 1987 la regia de L'implacabile con Arnold Schwarzenegger, e nel 1992 quella di Vincere insieme. Glaser è inoltre il regista del film Kazaam - Il gigante rap, con Shaquille O'Neal.
Nel 2004 è tornato sul grande schermo come attore al fianco di Jack Nicholson in Tutto può succedere - Something's Gotta Give, nonché con un piccolo cameo nella scena finale del film Starsky & Hutch (in cui compare anche David Soul). Nel 2007 ha interpretato il ruolo del presidente di un network televisivo in Live! - Ascolti record al primo colpo.
Dagli anni novanta Paul Michael Glaser è impegnato nella raccolta di fondi per una fondazione a sostegno dei bambini malati di AIDS, fondata dalla sua prima moglie Elizabeth, la quale contrasse l'HIV a seguito di una trasfusione ricevuta durante il primo parto e morì nel 1994. La prima figlia della coppia, nata sieropositiva, morì nel 1988.
Glaser si è risposato nel 1996 con la produttrice Tracy Barone, da cui ha avuto una figlia nel 1997 e dalla quale ha divorziato nel 2007.

## Filmografia parziale

### Regista
- Amazzoni (Amazons, 1984)
- Miami Vice – serie TV, episodio 2x01 (1985)
- I 5 della squadra d'assalto (1986)
- L'implacabile (1987)
- Vincere insieme (1992)
- Che aria tira lassù? (1994)
- Kazaam - Il gigante rap (1996)
- E-Ring – serie TV, episodio 1x19 Attacco alla base (2006)

### Attore

#### Cinema
- Il violinista sul tetto (Fiddler on the Roof), regia di Norman Jewison (1971)
- Fobia (Phobia) regia di John Huston (1979)
- Tutto può succedere - Something's Gotta Give (Something's Gotta Give), regia di Nancy Meyers (2004)
- Starsky & Hutch, regia di Todd Phillips (2004)
- Live! - Ascolti record al primo colpo (Live!), regia di Bill Guttentag (2007)
- LEGO - Le avventure di Clutch Powers (Lego: The Adventures of Clutch Powers), regia di Howard E. Baker (2010) – voce

#### Televisione
- Le strade di San Francisco (The Streets of San Francisco) – serie TV, episodio 1x12 (1972)
- Cannon – serie TV, episodio 2x13 (1972)
- Una famiglia americana (The Waltons) – serie TV, episodio 2x14 (1973)
- Agenzia Rockford (The Rockford Files) – serie TV, episodio 1x09 (1974)
- Kojak – serie TV, episodio 1x19 (1974)
- Prigionieri in fondo al mare (Trapped Beneath the Sea), regia di William A. Graham – film TV (1974)
- Starsky & Hutch – serie TV, 92 episodi (1975-1979)
- Squadra emergenza (Third Watch) – serie TV, episodi 5x13-5x14-5x15 (2004-2005)
- Numb3rs – serie TV, episodio 5x09 (2008)
- Criminal Minds – serie TV, episodio 4x08 (2008)
- The Closer – serie TV, episodio 4x02 (2008)
- The Mentalist – serie TV, episodio 2x02 (2009)
- Ray Donovan – serie TV, episodio 4x01 (2013)
- Grace and Frankie – serie TV (2019) - ruolo ricorrente, stagione 5

## Doppiatori italiani
Nelle versioni in italiano delle opere in cui ha recitato, Paul Michael Glaser è stato doppiato da:
- Manlio De Angelis in Le strade di San Francisco, Starsky & Hutch (serie televisiva), Starsky & Hutch (film), Criminal Minds, The Mentalist
- Gerolamo Alchieri in Tutto può succedere - Something's Gotta Give, The Closer, Grace and Frankie
- Gianni Marzocchi in Il violinista sul tetto
- Renato Cortesi in Le farfalle sono libere
- Sergio Di Stefano in Ladies Night
- Pino Colizzi in Phobia